# Cyclura rileyi ssp. rileyi
Cyclura rileyi ssp. rileyi је гмизавац из реда Squamata и фамилије Iguanidae. 

## Угроженост
Ова врста је крајње угрожена и у великој опасности од изумирања.

## Распрострањење
Ареал врсте је ограничен на једну државу. 
Врста је присутна на Бахамским острвима.

## Станиште
Станиште врсте су језера и језерски екосистеми. 

## Начин живота
Врста Cyclura rileyi ssp. rileyi прави гнезда. 